# Gaetano Gandolfi

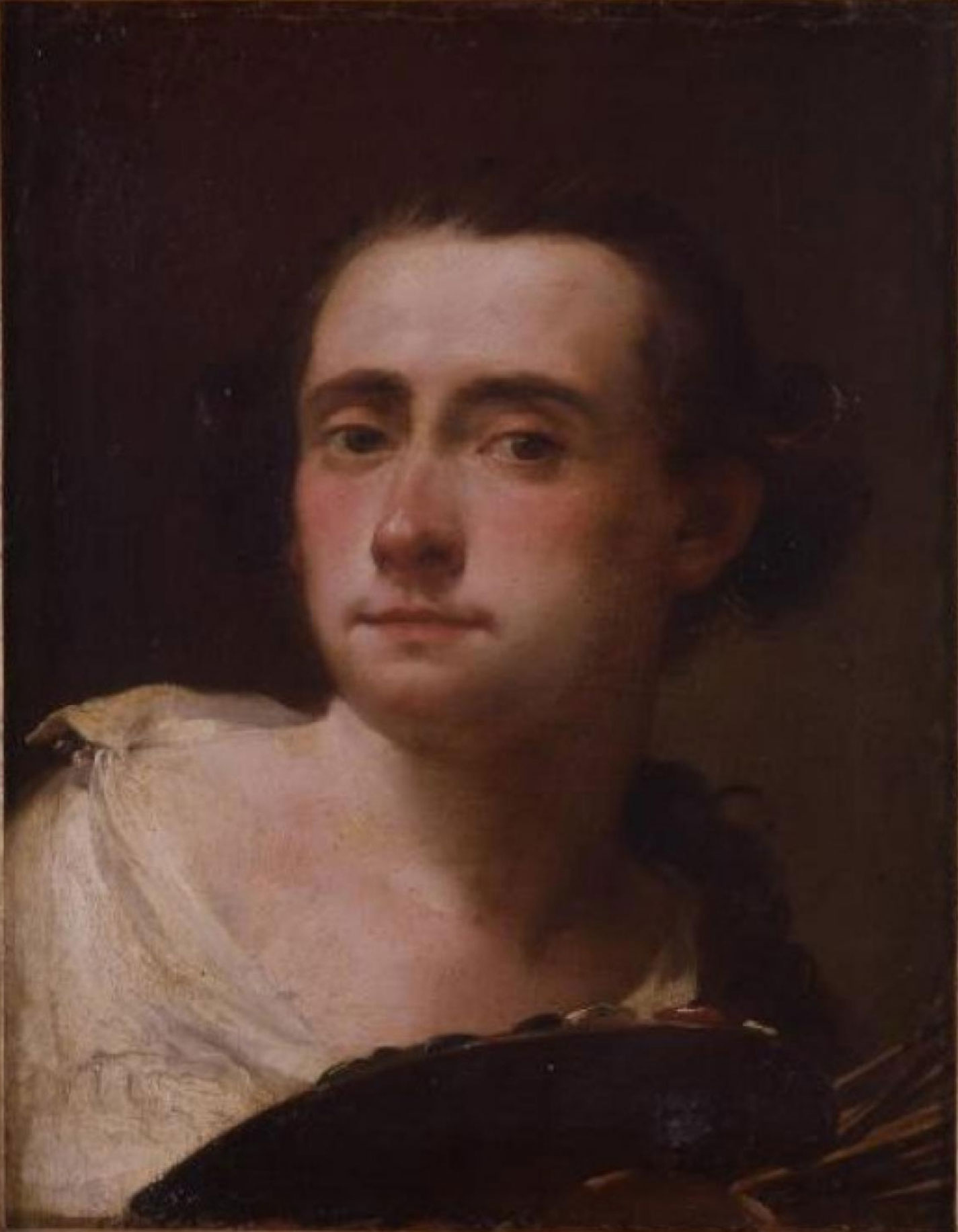
Selbstporträt

Gaetano Gandolfi (* 30. August 1734 in San Matteo della Decima; † 30. Juni 1802 in Bologna) war ein italienischer Maler und Kupferstecher des Rokoko.
Gaetano gilt als bedeutendstes Mitglied der bolognesischen Stecherfamilie Gandolfi. Sein Stil wurde von Giovanni Battista Tiepolo beeinflusst, den er bei einem Aufenthalt in Venedig traf. Von 1780 bis 1783 fertigte er das Deckenfresko Raub der Proserpina an, das sich im Salon des Palazzo Fioresi-Cazoni in Genua befindet und den venezianischen Rokokostil widerspiegelt.

## Galerie

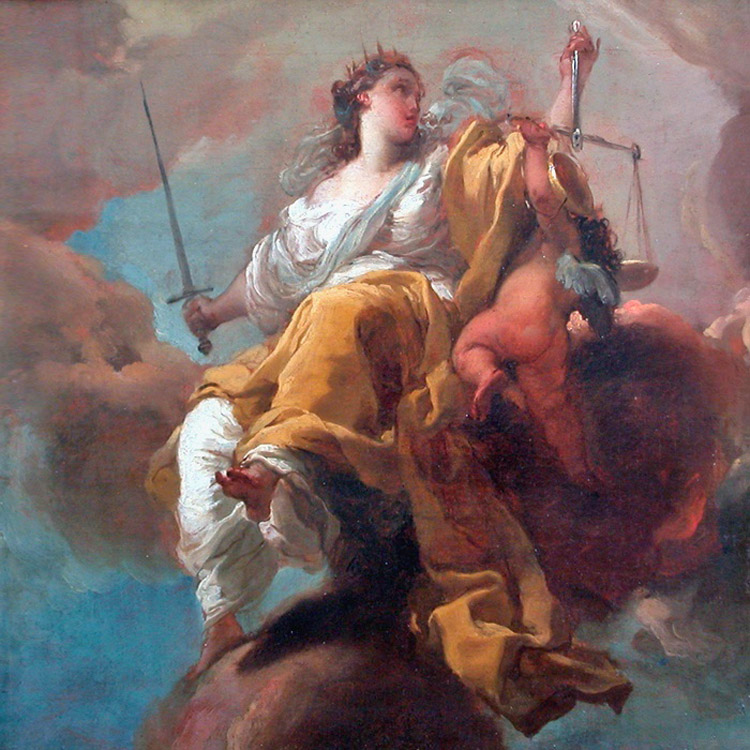
Allegorie der Gerechtigkeit (1760er) Louvre, Paris
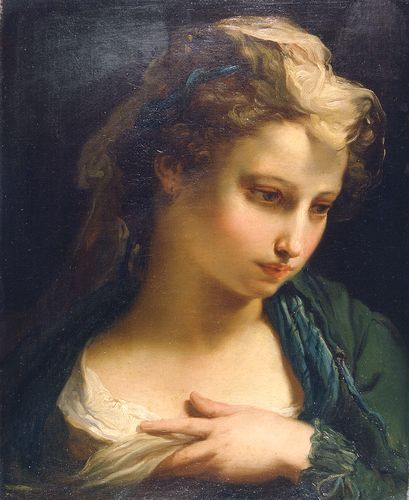
Porträt einer jungen Frau (1767) Pinacoteca Nazionale, Bologna
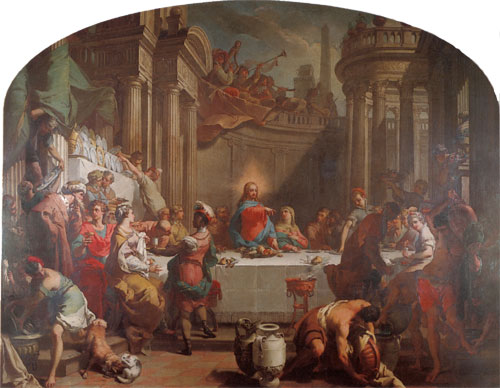
Die Hochzeit zu Kana (1775) Pinacoteca Nazionale, Bologna
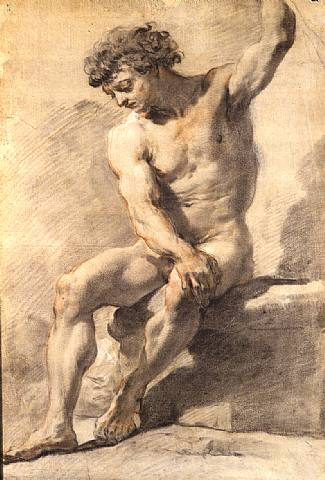
Sitzender männlicher Akt (1802)